# Courcouronnes
Courcouronnes ([kuʁkuʁɔn]) era una comuna francesa situada en el departamento de Essonne, de la región de Isla de Francia. El 1 de enero de 2019, fusionó con Évry para formar la comuna nueva de Évry-Courcouronnes.
En francés, sus habitantes se llaman Courcouronnais.

## Geografía
Está ubicada a 20 km al sur de París.

## Demografía
| 154                       | 182 | 142 | 148 | 171 | 181 | 163 | 168 | 170 | 175 | 199 | 200 | 198 | 205 | 201 | 202 | 192 | 191 | 180 | 178 | 174 | 195 | 158 | 178 | 185 | 183 | 185 | 164 | 179 | 4 309 | 5 071 | 13 262 | 13 954 | 14 336 | 13 344 |
| (Fuente: INSEE y Cassini) |     |     |     |     |     |     |     |     |     |     |     |     |     |     |     |     |     |     |     |     |     |     |     |     |     |     |     |     |       |       |        |        |        |        |